# Nyugati-Pamír
A Nyugati-Pamír a Pamír-hegység nyugati része.

## Leírása
A Nyugati-Pamír területe magas hegyi domborzatú, váltakozva élesen elválasztotta alacsony hegyláncok és a hóval és gleccserekkel borított alpesi hegygerincek követik egymást mély, keskeny szakadékokkal és magas, gyors folyókkal. 
A völgyeket és a mélyedéseket kitöltött törmelék töltötte be, így az emberi településhez szinte az egyetlen megfelelő hely a Panj folyó mellékfolyóinak völgyeiben található. 
A Nyugati-Pamír a Keleti-Pamír nagy magasságú sivatagai, lágyult csúcsai és csupasz fennsíkjaival ellentétben sokkal robusztusabb hegyi csúcsokkal, meredek oldalú völgyekkel rendelkezik, ahol szinte semmilyen lapos terep nem található.
A Keleti-Pamír és a Nyugati-Pamír között az átmenet fokozatosan megy végbe. A két terület között a hagyományos határ egy olyan vonal, amely összeköti a Zulumart-hegység gerincét a Muraboli-hegység Karabulak-hágójával; a Pshart Passtól az északi Alichur-hegység hegygerincen halad a Yashil és a Sarez-tavakig, ahol délre fordul a Pamír folyó völgyéig.